# Parque Nacional de Capitol Reef
O Parque Nacional de Capitol Reef (em inglês Capitol Reef National Park) é um parque nacional localizado no centro-sul do estado do Utah, nos Estados Unidos.

## Galeria

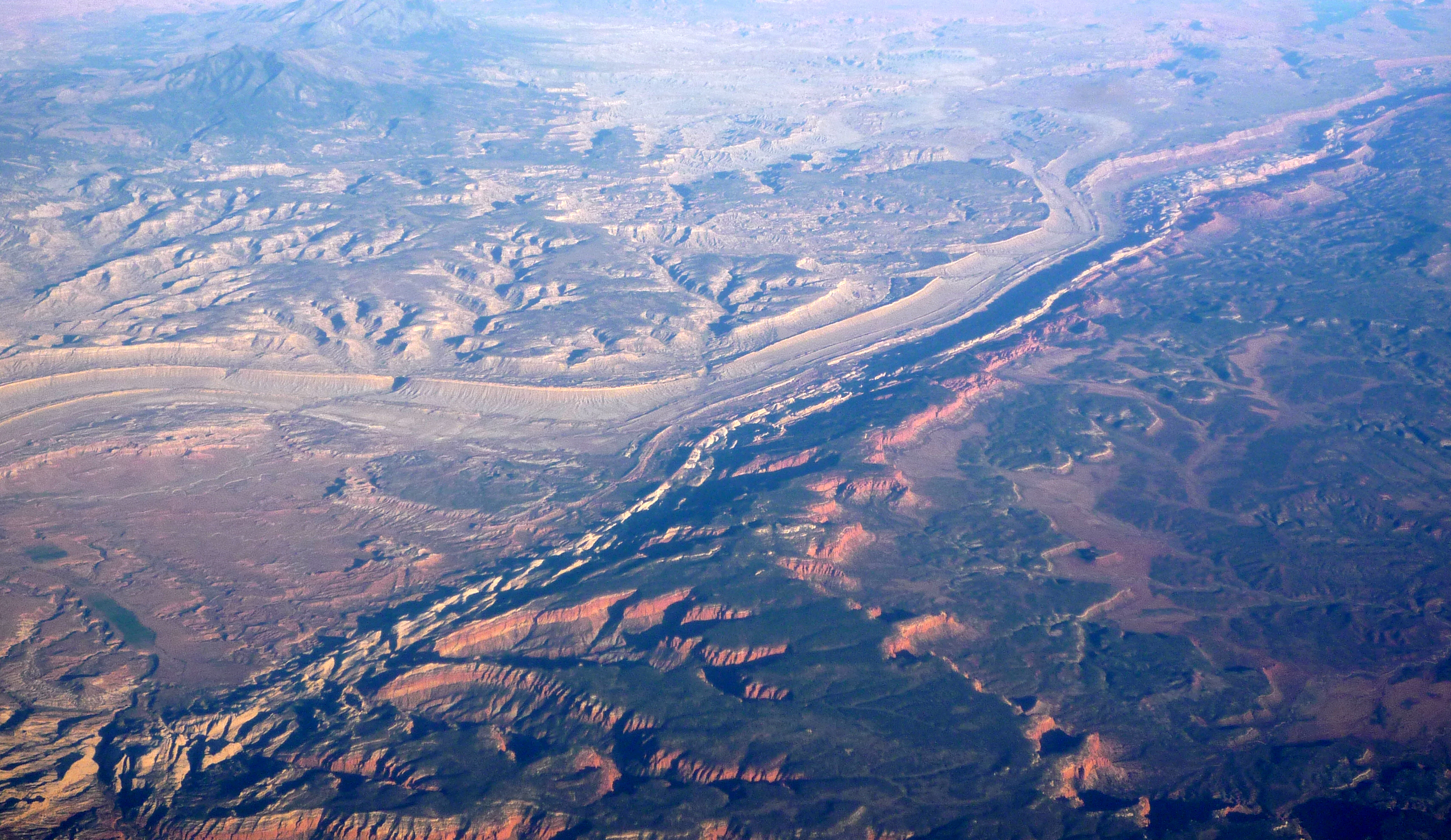
Vista aérea do parque
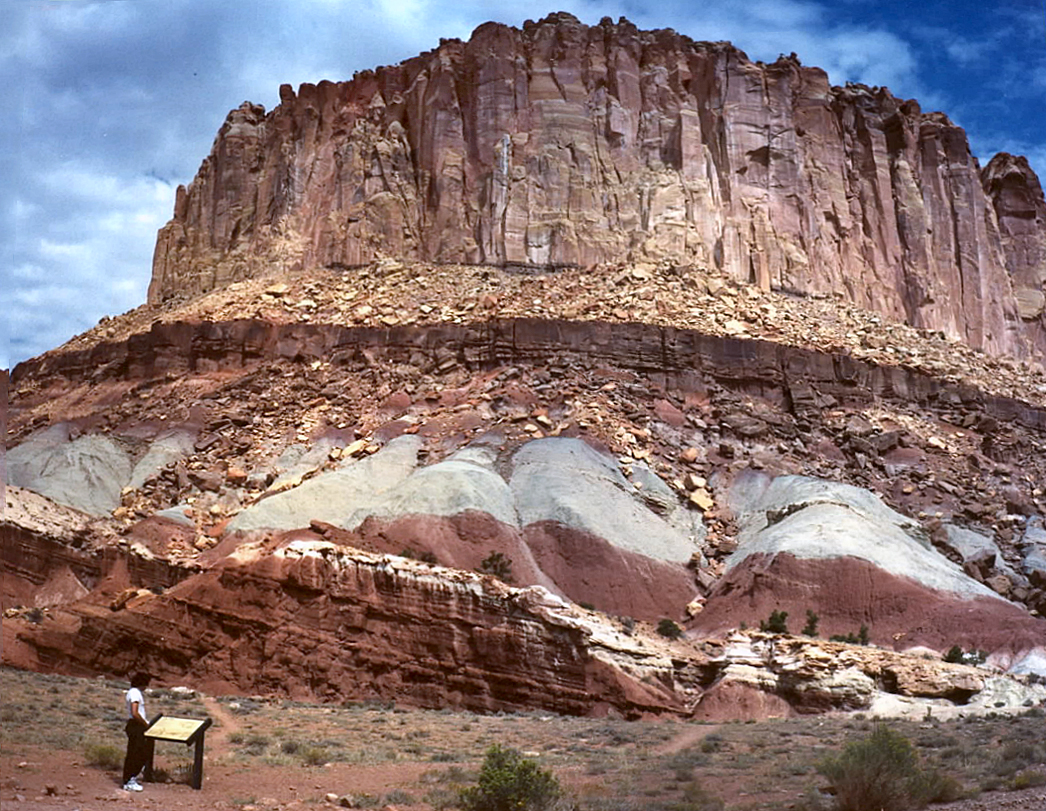
Rochedos no parque
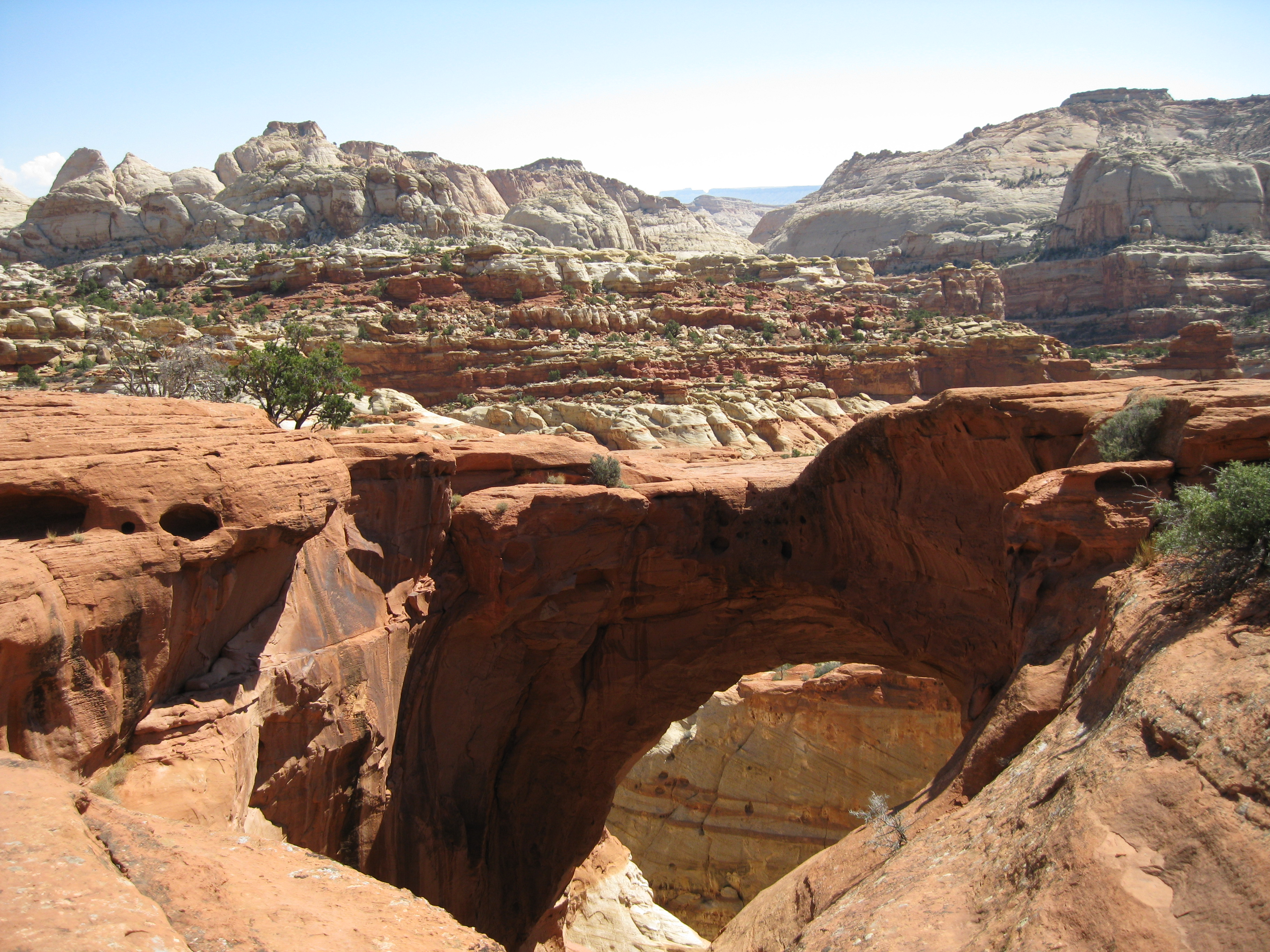
Cassidy Arch

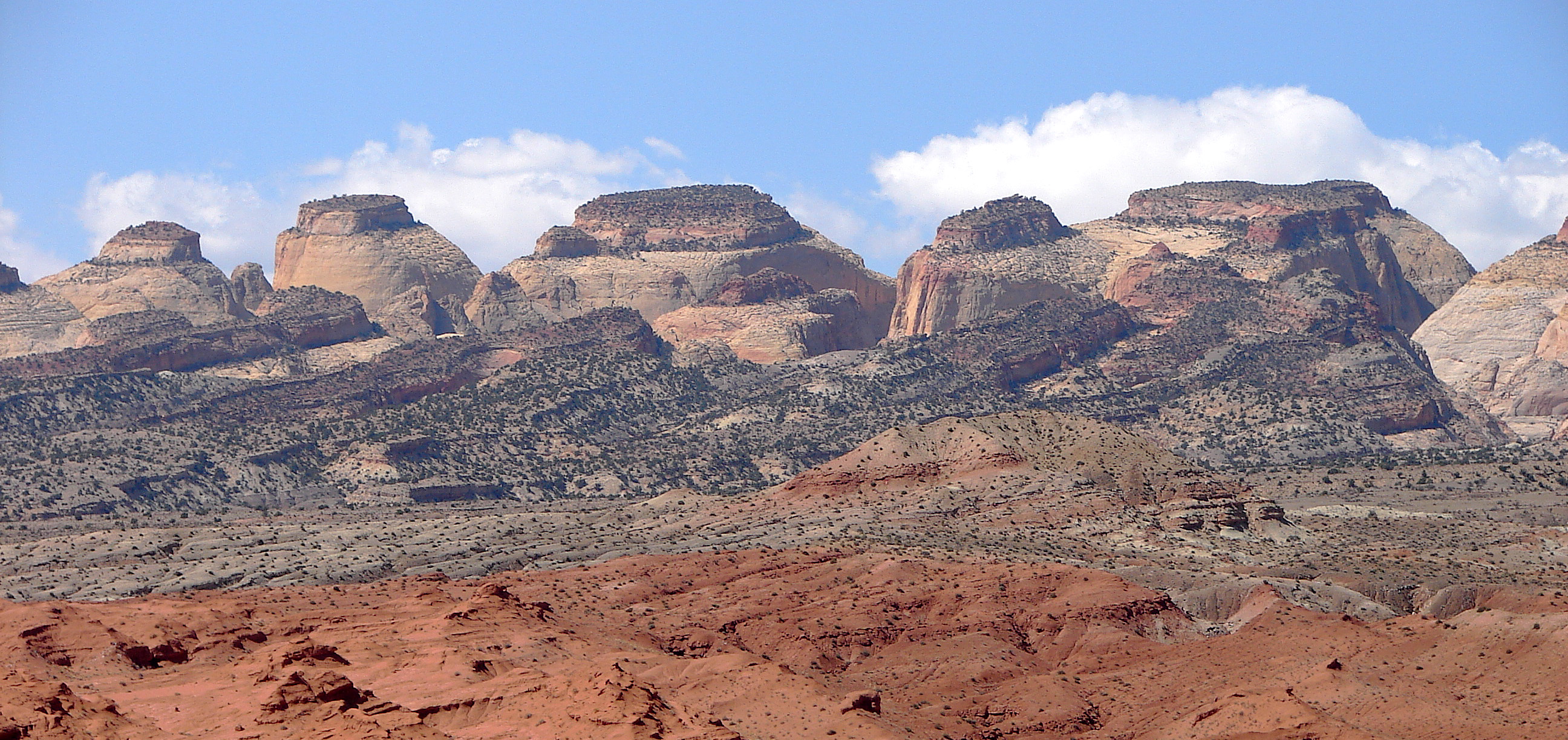
Navajo Sandstone
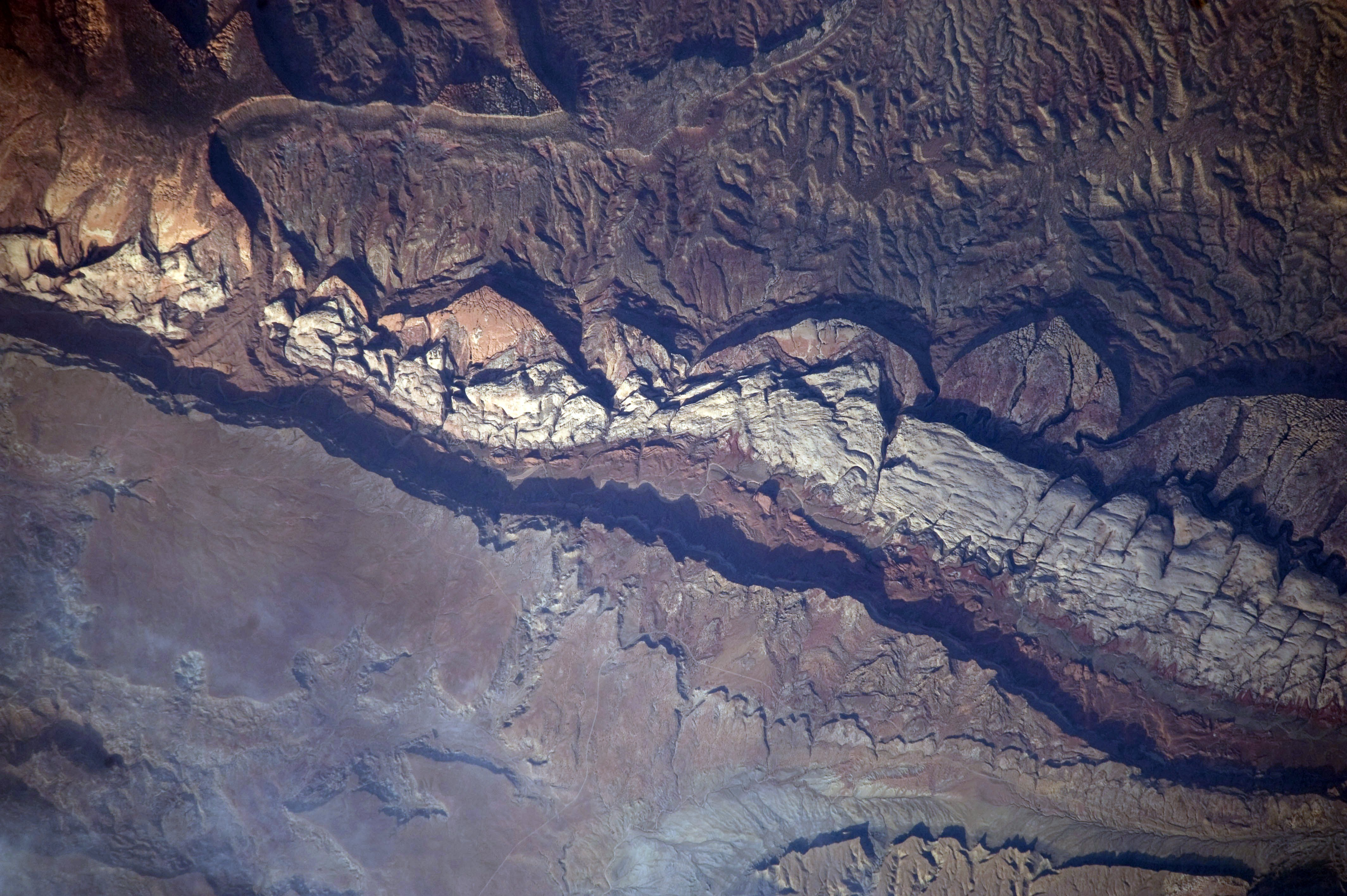
Big Thomson Mesa
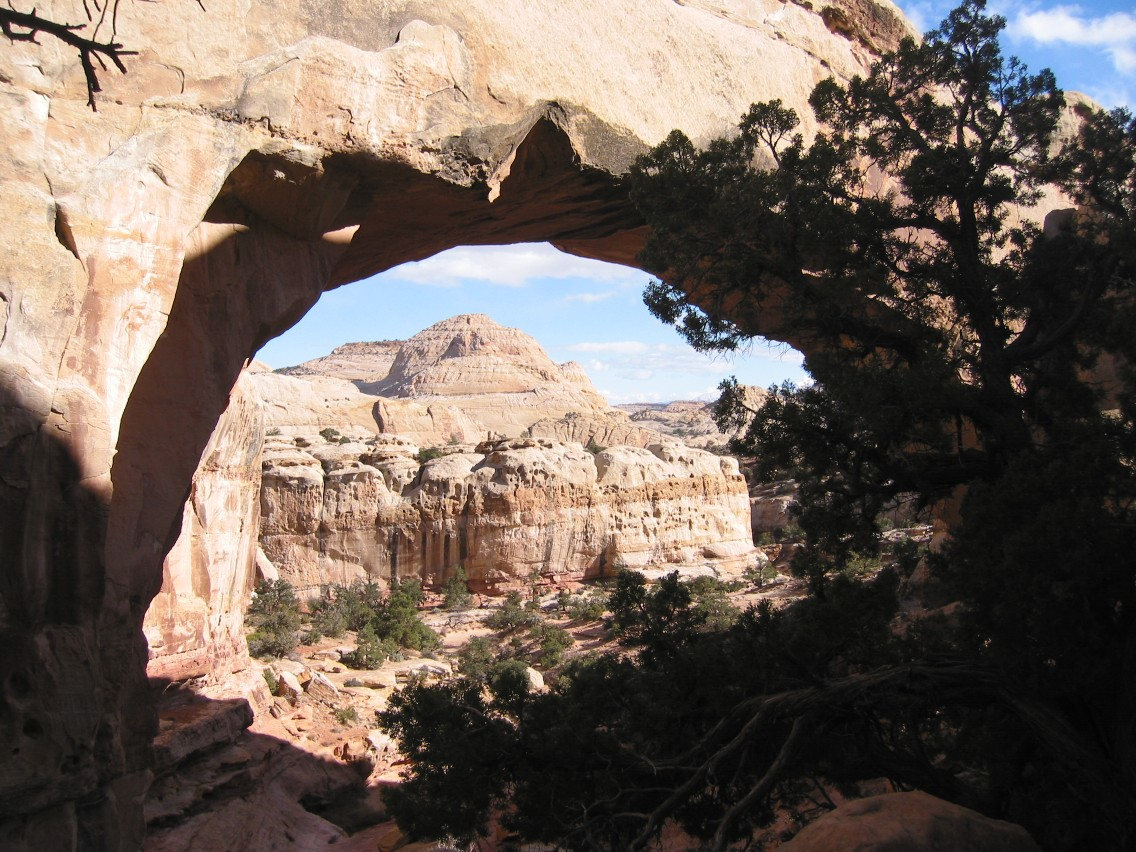
Hickman Bridge